# Benny Parsons
Statistiques en NASCAR Cup Series
Dernière mise à jour : 11 décembre 2016 
 Benny Parsons est un pilote américain de NASCAR né le 12 juillet 1941 à Ellerbe, Caroline du Nord, et mort le 16 janvier 2007 à Charlotte.

## Carrière
Il commence sa carrière en 1964 et remporte le championnat de la première division NASCAR Winston Cup en 1973. En 1975, il s'impose lors du Daytona 500.

## Liens externes

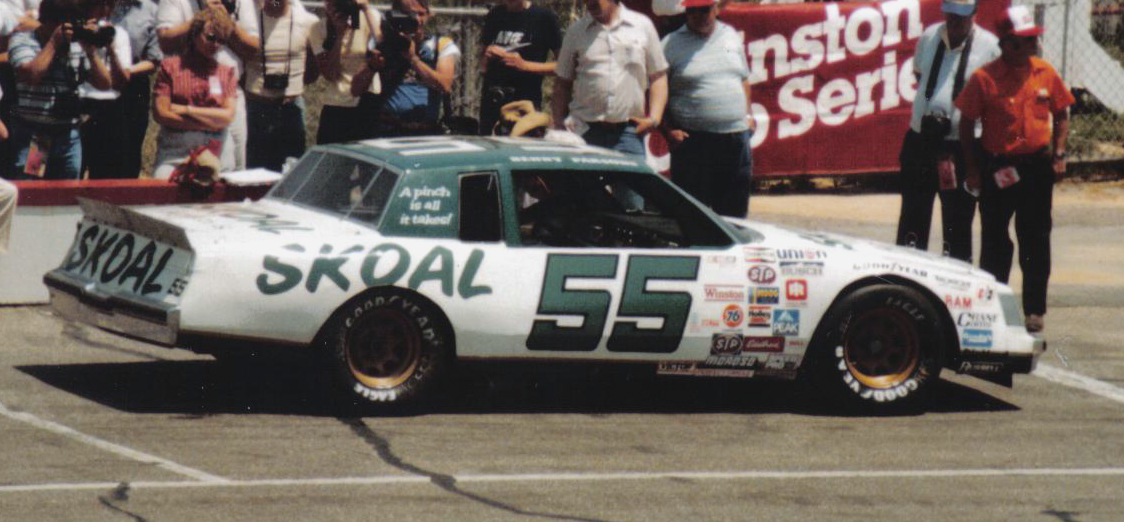
Voiture de Benny Parsons en 1983